# 野元勇志
野元 勇志（のもと たけし、1989年8月20日 - ）は、日本のバスケットボール選手である。2014年に行われた3人制バスケットボール「3x3」世界大会に、日本代表として出場した。愛称はTA-BO（ターボ）。
宮崎県出身。小林高校を卒業した後、勧誘を受けていた大東文化大学に入学。しかし、学業が疎かになり留年したため、部活動の規定によって試合に出られなくなってしまう。退部した後は一時競技から離れるが、大学の先輩でありストリートボールの選手となっていた眞庭城聖に誘われ、ストリートボールチームの「UNDERDOG」に加わった。
2014年4月には3x3の日本代表候補に選出され、選考の末5月に日本代表の座をつかんだ。6月に24チームが参加してモスクワで行われた3x3世界選手権大会では、6チームによるリーグ戦形式の予選ラウンドで1勝4敗と負け越し、敗退したものの、スピードを活かした得点力は他国からも評価された。
またこの年にbjリーグ・秋田ノーザンハピネッツ練習生を経て、12月にbjチャレンジリーグの広島ライトニングに入団することとなった。
2015-16シーズン、広島がbjリーグに参入することになり、野元もbjリーグの広島と契約した。広島では10試合に出場したものの、シーズン途中の12月に広島は野元や田村大輔ら4選手との契約を解除した。2016年1月、野元はbjリーグの東京サンレーヴスと契約した。